# Cisalpino
Cisalpino era uma companhia que fazia as ligações ferroviárias entre a Itália e a Suíça utilizando o sistema conhecido como pendular - cujo nome provém do facto de, tal como num pêndulo, ele se inclinar nas curvas - até ser desmantelada em  Dezembro de  2009. Hoje é uma filial dos Caminhos de Ferro Federais, que possuem 50 % dos activos e o restante é detidos pela companhia de caminho de ferro italiana  Trenitalia, e ambas fazem circular cerca de trinta comboios por dia quer de Genebra ou Zurique para Milão.

## Trajectos
Segundo as cidades de partida e de chegada, três linhas são possíveis e cada uma utiliza o seu túnel, e assim:
- Pelo Túnel ferroviário de São Gotardo
  - linha  Zurique-Milão
- Pelo Túnel do Simplon
  - linha Genebra-Milão
- Pelo Túnel do Lotschberg
  - linha Basileia-Milão

## Imagens
Diferentes Cisalpinos

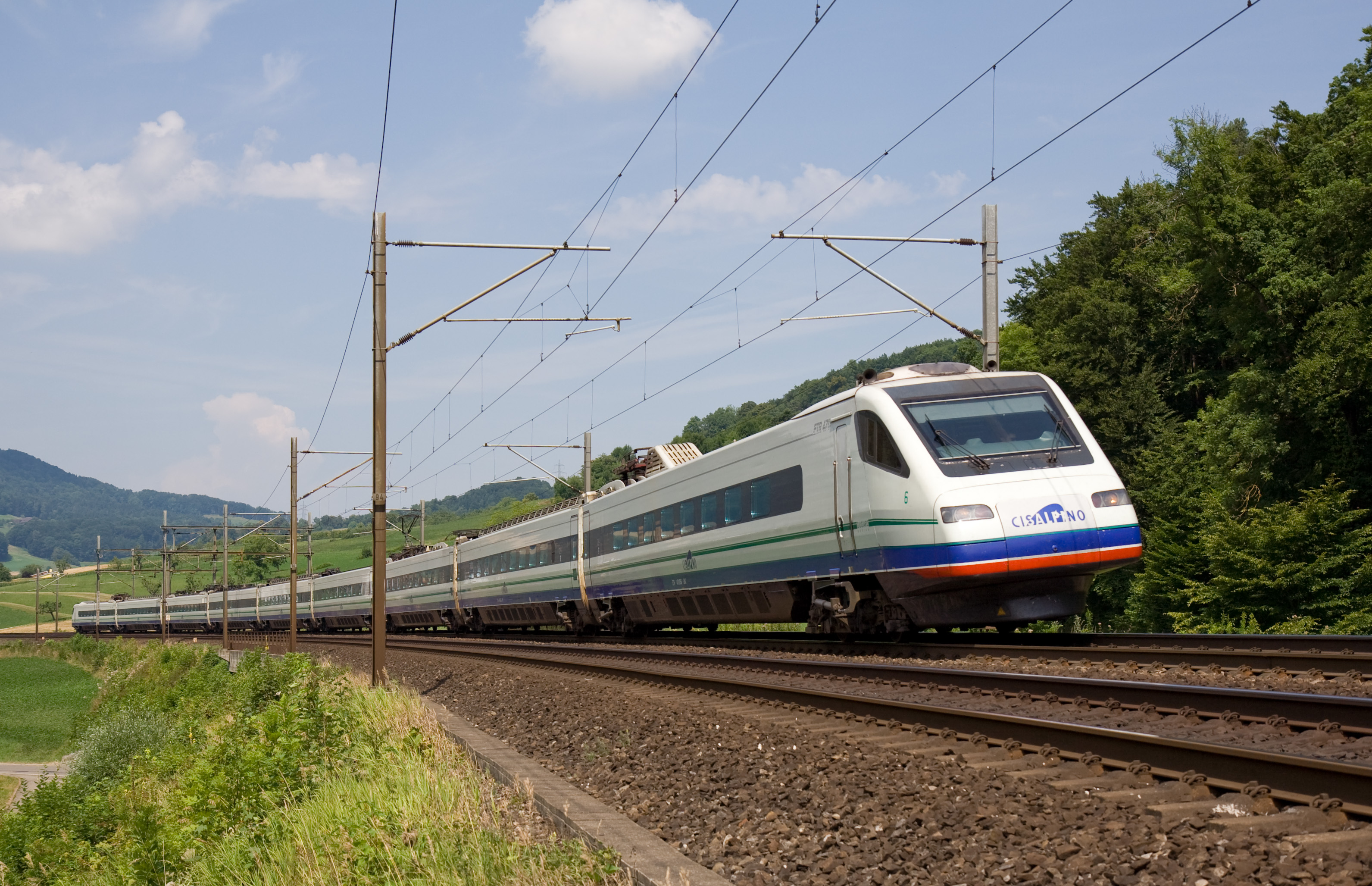
ETR 470
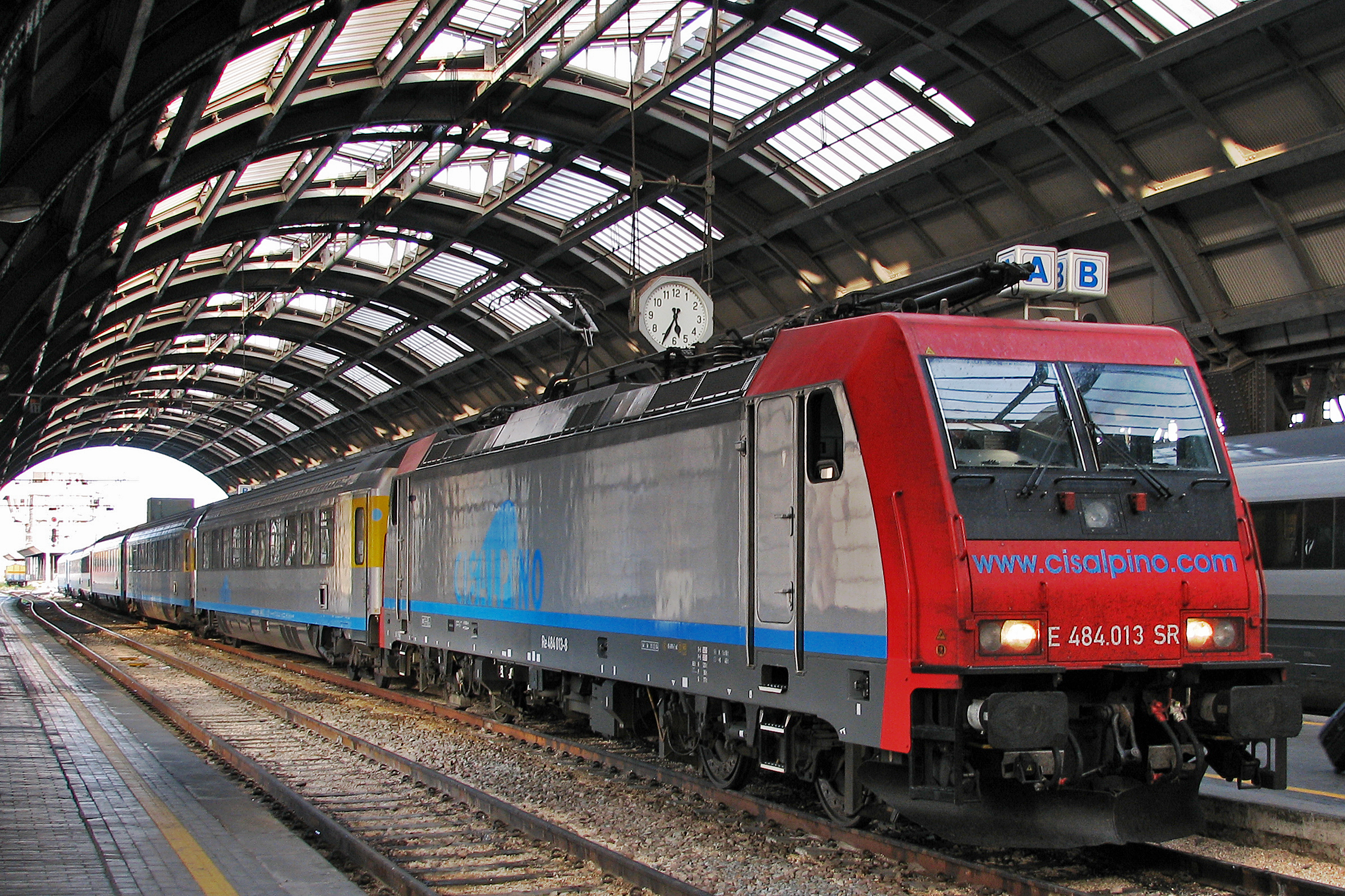
Re 484 na estação central de Milão
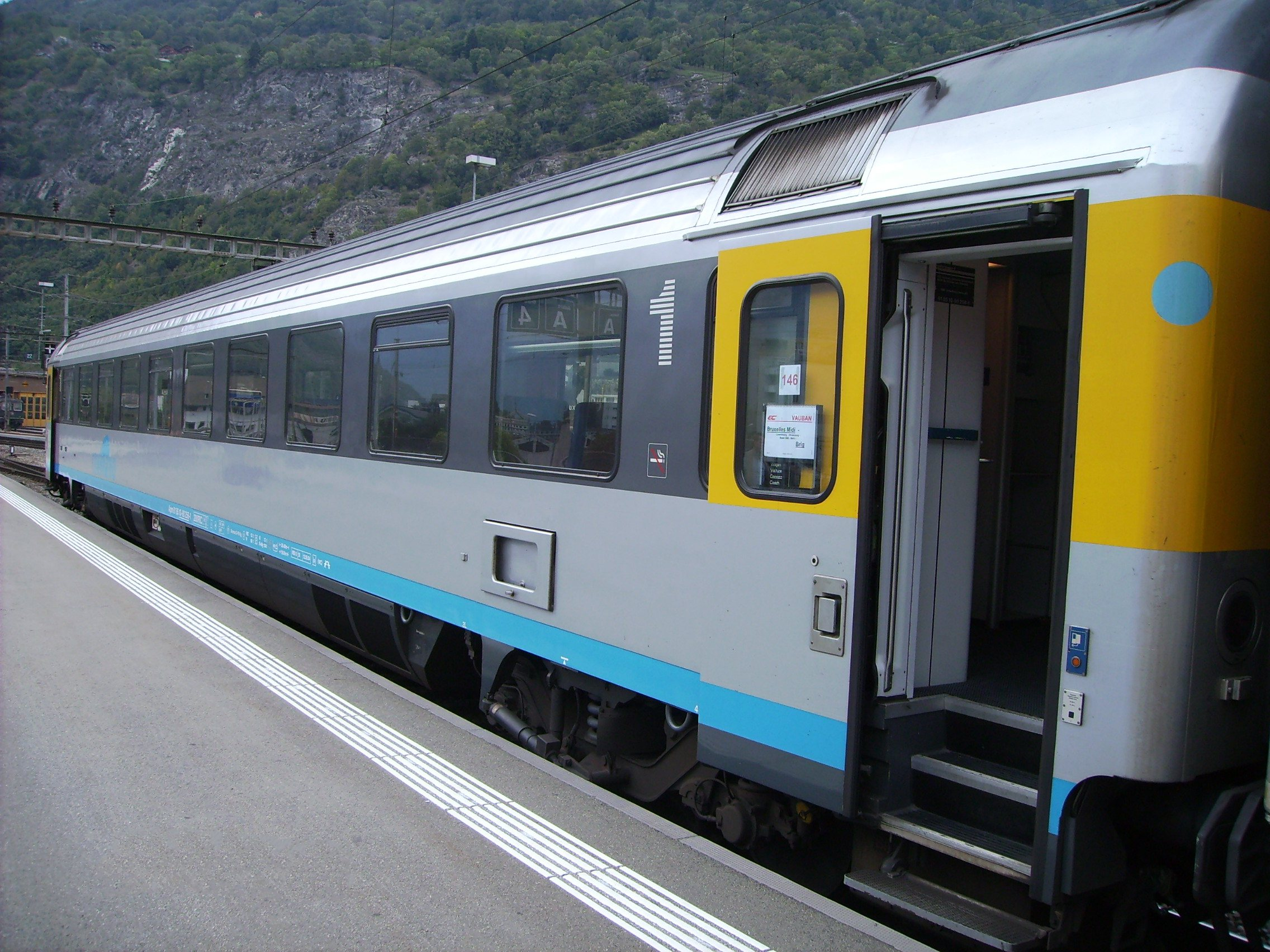
Voitures EuroCity 61 85
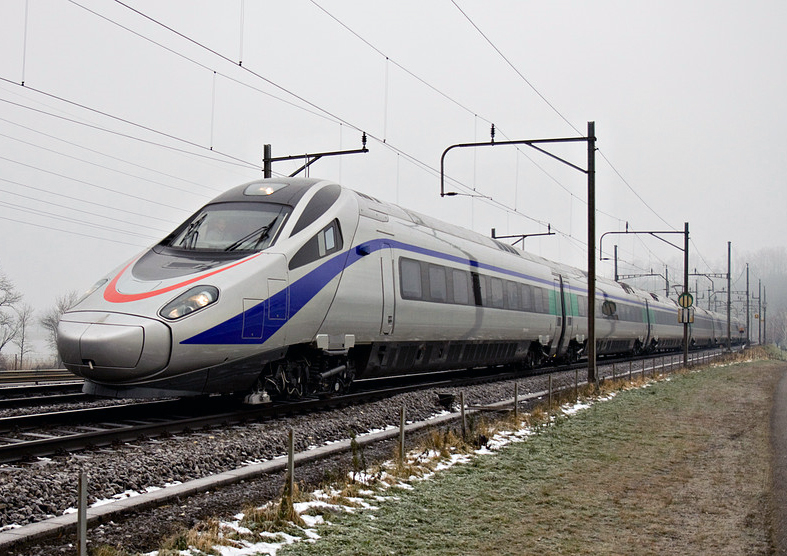
ETR 610
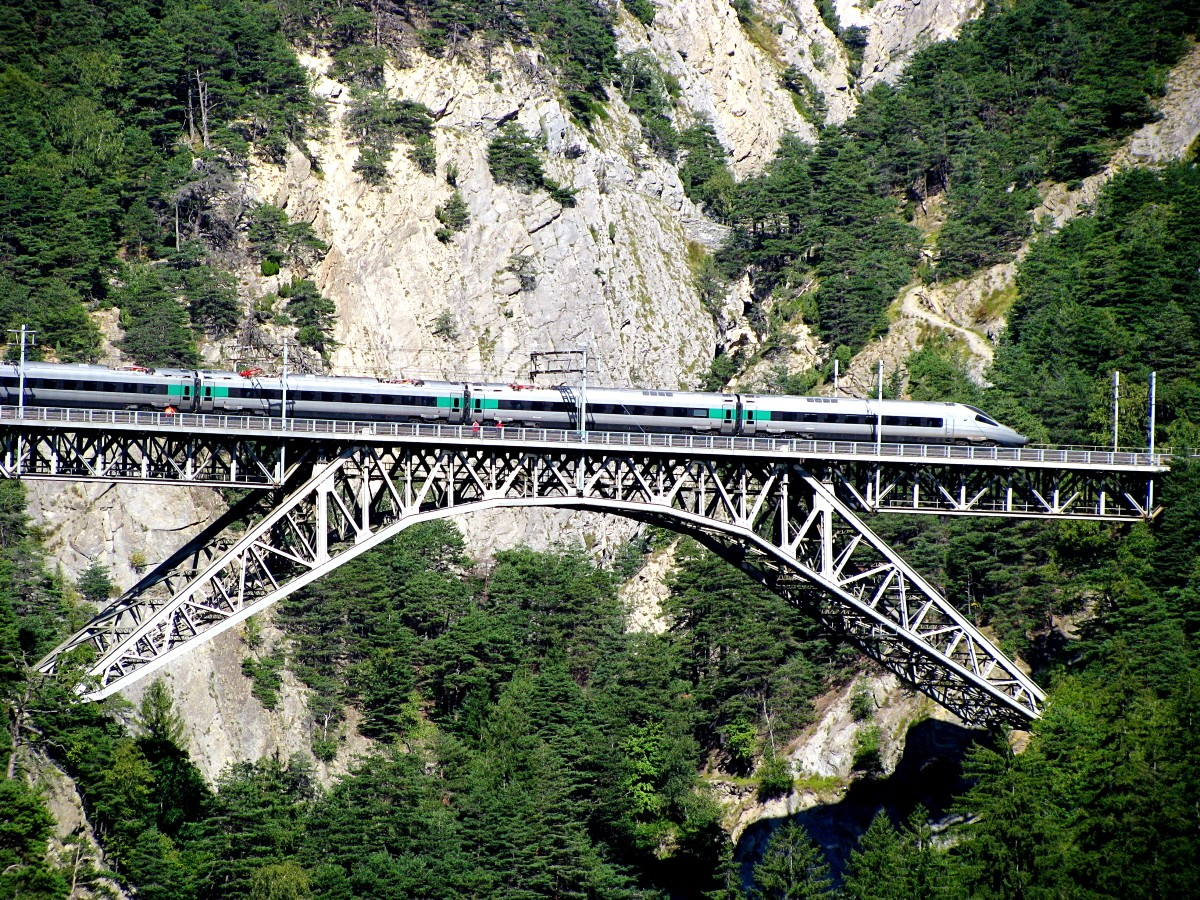
No Lötschberg

## Ligações exteriores
«Sítio oficial»